# Associazione Sportiva Messina (1945-1946)
L'Associazione Sportiva Messina è stata una società calcistica italiana con sede nella città di Messina. Ha disputato il campionato di Serie C 1945-1946.

## Storia
L'Associazione Sportiva Messina venne fondata nel 1945 con la fusione di tre società della città di Messina che si erano ricostituite dopo il periodo bellico: Unione Sportiva Peloro, Unione Sportiva Arsenale e Unione Sportiva Tenente Mario Passamonte. In virtù del titolo sportivo di quest'ultima, che aveva disputato la Serie C 1942-1943 prima della sospensione dei campionati, la nuova Associazione Sportiva Messina venne iscritta alla Serie C 1945-1946. Chiuse il campionato al 5º posto nel girone F della Lega Centro-Sud a pari punti con l'altra squadra messinese, l'Associazione Calcio Gazzi. Nella stagione regolare la stracittadina si era conclusa con una vittoria del Gazzi per 2 a 0 e un pareggio per 0 a 0.
La stagione successiva l'Associazione Sportiva Messina e l'Associazione Calcio Gazzi si fusero nella nuova Associazione Calcio Messina, iscritta alla Serie C 1946-1947.